# Jan August Hiż
Jan August Hiż vel Hisch herbu Jeż (ur. 25 listopada 1743 w Warszawie, zm. 22 grudnia 1816 tamże) – generał-major wojsk koronnych.

## Życiorys
Pochodził z rodziny zawodowych wojskowych pochodzenia prawdopodobnie francuskiego: dziadek Wilhelm, żonaty z Franciszką de Loupi, był kapitanem gwardii koronnej, ojciec Jan Wilhelm, żonaty z Katarzyną de Mathy, miał rangę pułkownika gwardii pieszej koronnej. W 1764 roku jego ojciec, jako jeden z pięciu członków rodziny Hiż, otrzymał szlachectwo z herbem Jeż.

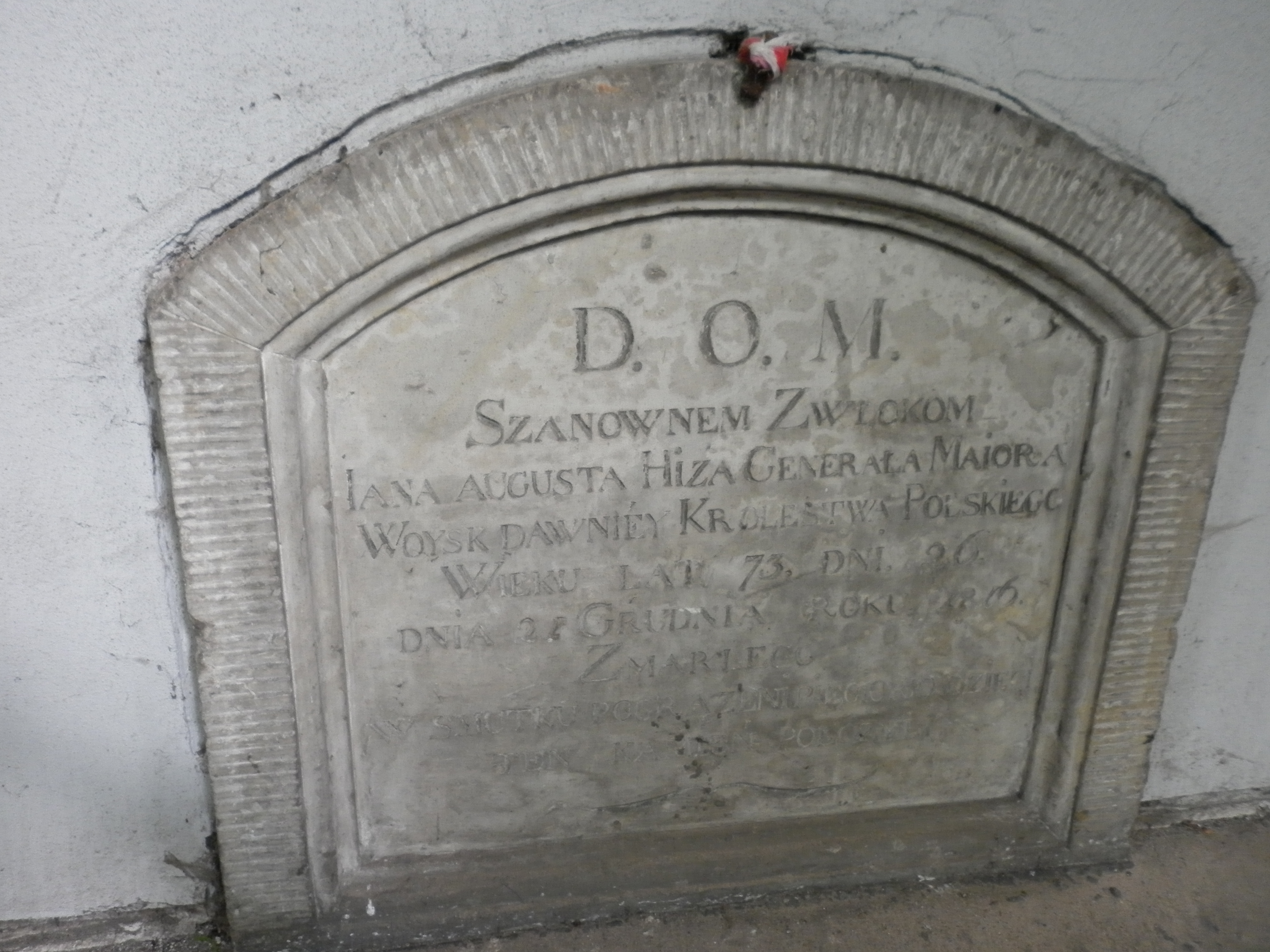
Grób Jana Augusta Hiża na Powązkach

Generał Jan August Hiż był żonaty z Franciszką de Gerault i miał pięcioro dzieci: Elżbietę (wydaną za Jana Fechnera), Aleksandra (dzierżawcę dóbr Głębokie w powiecie radomskim), Jana (wojskowego), Karola (wojskowego) i Józefa (wojskowego i topografa). Jego siostrzeńcem był Ignacy Łempicki.
Generała pochowano w katakumbach na warszawskich Powązkach (rząd 88–6). Na nagrobku umieszczono napis: D.O.M. Szanownym zwłokom Jana Augusta Hiża, generała-majora wojsk dawniej Królestwa Polskiego, wieku lat 73 dni 26, dnia 22 grudnia 1816 zmarłego. W smutku pogrążeni pięcioro dzieci ten kamień położyli.
Potomkowie Jana Augusta Hiża pełnili w XIX i w XX wieku wysokie stanowiska. Jego prawnukiem był poeta i publicysta Tadeusz Hiż.